# France Mesesnel
France Mesesnel (psevdonim Martin Burja), slovenski umetnostni zgodovinar, likovni kritik in konservator, * 25. november 1894, Červinjan, Italija, † 4. maj 1945, Turjak.
Rodil se je očetu Francu in materi Amaliji (rojena Birtič). Mesesnel se je v Ljubljani šolal na ljudski šoli in humanistični gimnaziji, kjer je leta 1913 maturiral. V letih 1913 in 1914 je študiral umetnostno zgodovino na Univerzi na Dunaju, kjer je hospitiral na oddelku umetniške akademije kot slikar. Po koncu prve svetovne vojne je študiral filozofijo na Univerzi v Zagrebu in umetnostno zgodovino na Karlovi univerzi v Pragi, kjer je doktoriral leta 1922. Soustanovil je Dijaško zadrugo v Pragi, nato se je vrnil v Ljubljano kot asistent na Univerzi in upravnik zbirk Narodne galerije Slovenije. Od leta 1928 je deloval kot kustos muzeja Južne Srbije (Makedonije) v Skopju, leta 1933 pa kot docent na tamkajšnji Filozofski fakulteti. Leta 1930 je postal dopisni član Skopskega naučnega društva. Vrnil se je v Ljubljano, da bi zamenjal predhodnega konservatorja, F. Steleta. V težkih pogojih vojne je reševal dediščino, npr. Tintorettovo sliko iz novomeške cerkve. 4. maja 1945 je bil tik pred koncem druge svetovne vojne med ustreljenimi devetindvajsetimi zaporniki v gozdu Veliko Smrečje pod Turjakom. Domobranci so ugledne zapornike, večinoma moške, pripeljali iz ljubljanskih zaporov in jih maščevalno ubili brez sodbe.
Sin F. Mesesnela je bil muzejski kustos in likovni kritik Janez Mesesnel.